# Ferranti Mark I
Ne doit pas être confondu avec Manchester Mark I.
Pour les articles homonymes, voir Ferranti.
Le Ferranti Mark 1, également connu sous le nom de Manchester Electronic Computer et donc parfois appelé Manchester Ferranti, était le premier ordinateur électronique généraliste commercialisé du monde et le second au monde après l’ordinateur électromécanique Zuse 4.

## Histoire et spécifications
La première machine fut livrée à l'université de Manchester en février 1951, juste avant l'UNIVAC I livré au Bureau du recensement des États-Unis un mois plus tard. La machine fut construite par Ferranti au Royaume-Uni. Elle était basée sur le Manchester Mark I, conçu à l'université de Manchester par Frederic Calland Williams et Tom Kilburn. Le Manchester Mark I servit de prototype pour le Ferranti Mark I ; les principales améliorations étaient la taille de la mémoire vive et de la mémoire morte, un multiplieur plus rapide et des instructions supplémentaires.
Le Mark I utilisait un mot de 20 bits enregistré sous la forme d'une ligne de points sur un tube de Williams. Les instructions étaient enregistrées sur un seul mot, alors que les nombres étaient stockés sur deux mots. La mémoire principale consistait en huit tubes contenant chacun une page de 64 mots. D'autres tubes contenaient l'accumulateur unique de 80 bits (A), le « registre multiplicande/quotient » (MQ) de 40 bits, et huit « lignes B », ou registres d'index, qui étaient une des particularités du Mark I. L'accumulateur pouvait aussi être adressé comme deux mots de 40 bits. Un mot de 20 bits supplémentaire par tube contenait une valeur de déplacement vers la mémoire secondaire. La mémoire secondaire consistait en un tambour magnétique de 512 pages contenant deux pages par piste. Son temps de révolution était d'environ 30 millisecondes. Le tambour fournissait huit fois la capacité de celui du Manchester Mark I.

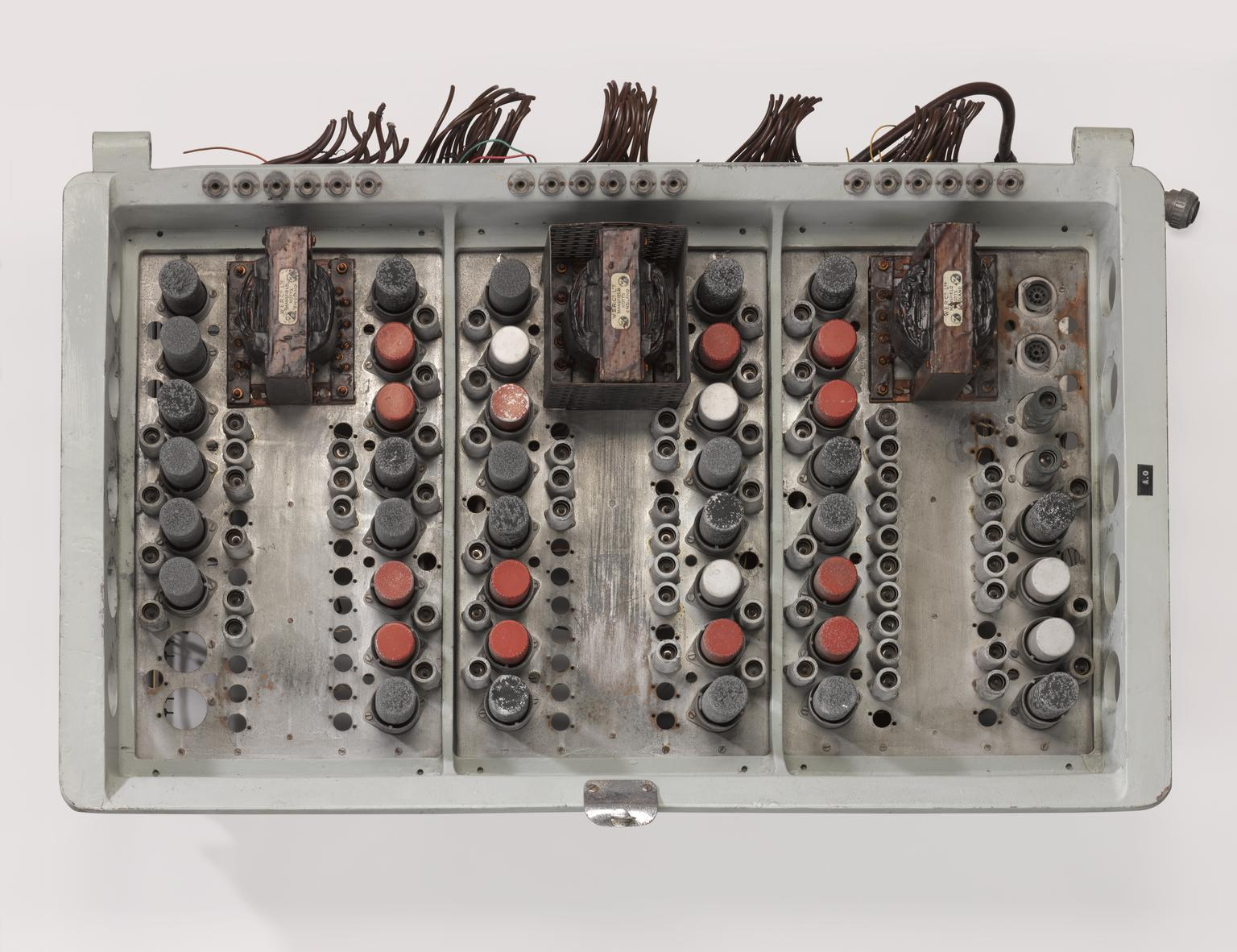
Carte logique d'un ordinateur Ferranti Mark I

Les instructions, comme celles du Manchester Mark I, utilisaient un format à adresse unique dans lequel les opérandes étaient modifiés et déposés dans l'accumulateur. Il y avait environ 50 instructions au total. Un cycle prenait 1,2 milliseconde et une multiplication pouvait se terminer dans la nouvelle unité parallèle en environ 2,16 millisecondes, soit environ 5 fois plus vite que dans la machine d'origine.
Le multiplieur utilisait près du quart des 4 050 tubes à vide de la machine. De nouvelles instructions furent incluses pour lire et écrire un mot entre l'un des tubes de Williams et un lecteur de ruban perforé. D'autres instructions furent ajoutées par rapport au Manchester Mark I. L'une renvoyait un nombre aléatoire, d'autres étaient en rapport avec les registres d'index.
Il fallait programmer le premier Mark I en entrant des caractères alphanumériques représentant une valeur de 5 bits qui pouvait être représentée sur le ruban perforé. Les ingénieurs décidèrent d'utiliser la correspondance la plus simple entre les trous dans le papier et les bits qu'ils représentaient, mais la correspondance entre les trous et le clavier physique n'était pas censée être binaire. Pour cette raison, les caractères qui représentaient les valeurs de 0 à 31 avaient l'air complètement aléatoires : /E@A:SIU½DRJNFCKTZLWHYPQOBG"MXV£. Chaque instruction était représentée par un seul caractère.
La première machine fut livrée à l'université de Manchester, où elle servit jusqu'en 1959. Ferranti espérait grandement vendre d'autres exemplaires de la machine, et accueillit donc avec bonheur la commande de l'établissement de recherche atomique d'Harwell, pour une livraison prévue à l'automne 1952. Cependant, il y eut un changement de gouvernement pendant que la machine était en construction, et tous les contrats gouvernementaux de plus de 100 000 ₤ furent annulés. La machine fut finalement achetée par l'université de Toronto. Surnommée « FERUT », cette machine fut largement utilisée dans le monde des affaires, de l'ingénierie et de la recherche.

## Mark I Star
Une nouvelle version de la machine fut commercialisée sous le nom de Ferranti Mark I*, ou Ferranti Mark I Star. Le principal changement était un nettoyage du jeu d'instructions pour le rendre plus utilisable. Au lieu de la correspondance d'origine entre les trous du ruban perforé et les bits, d'apparence aléatoire et difficile à comprendre, les nouvelles machines utilisaient une correspondance entre les chiffres et les trous du ruban, autrement logique : ø£½0@:$ABCDEFGHIJKLMNPQRSTUVWXYZ.
D'autre part, plusieurs commandes utilisant les registres d'index avaient des effets de bord qui rendaient les programmes peu lisibles ; celles du Mark I* furent modifiées pour ne pas avoir d'effet de bord. De même, les instructions JUMP de la machine originale atterrissaient à l'adresse située un mot avant la véritable adresse, pour des raisons similaires à celles du comportement particulier des index, mais ceci se révéla utile en théorie seulement et assez ennuyeux en pratique ; ces instructions furent donc modifiées. Les entrées/sorties furent aussi revues pour écrire les nombres de 5 bits avec le bit de poids faible à « droite », comme de coutume dans la plupart des écritures numériques. Ces changements, parmi d'autres, facilitaient grandement la programmation des nouvelles machines.
Au moins sept Mark I* furent livrées entre 1951 et 1957. L'une d'elles fut livrée aux laboratoires Shell à Amsterdam.
Après la commercialisation du Mark 1 Star, l'équipe de Manchester poursuivi l'évolution du design du Mark 1 afin d'améliorer ses performances et sa fiabilité. Cette nouvelle version deviendra le Ferranti Mercury.
Les parents de Tim Berners-Lee travaillèrent tous deux pour les Ferranti Mark I et Mark I*.

## Le premier enregistrement d'une musique jouée par un ordinateur
Le jeu d'instructions du Ferranti Mark I contenait une commande pour jouer un son, grâce à laquelle la machine pouvait donner des signaux sonores à ses opérateurs. Il était possible de modifier la fréquence du son produit, ce qui fut exploité pour faire émettre au Mark I la première musique jouée par ordinateur enregistrée, un medley dans lequel se trouvent God Save the King, Baa Baa Black Sheep (une comptine), et In the Mood.L'enregistrement fut réalisé par la BBC vers la fin de 1951. L'auteur du programme est Christopher Strachey, professeur de mathématiques à Harrow School et ami d'Alan Turing. Ce n'était cependant pas la première fois qu'un ordinateur jouait de la musique : CSIRAC, le premier ordinateur numérique d'Australie, l'avait déjà fait en jouant Colonel Bogey.

## L'un des premiers jeux vidéo
En novembre 1951, Dietrich Prinz écrivit l'un des premiers jeux vidéo, un programme d'échecs, pour le Ferranti. Les limitations de l'ordinateur Mark 1 ne permettaient pas de programmer une partie entière d'échecs, Prinz ne pouvait programmer que des problèmes d'échecs de mat en deux coups. Le programme examinait chaque coup possible pour les Blancs et les Noirs (des milliers de coups possibles) jusqu'à ce qu'une solution soit trouvée, ce qui prenait en moyenne 15 à 20 minutes. Les restrictions du programme étaient les suivantes : pas de roque, pas de double déplacement de pion, pas de capture en passant, pas de promotion de pion et aucune distinction entre échec et pat.